# Elisabeth Frink
Dame Elisabeth Jean Frink, CH, DBE, RA (Thurlow, Suffolk, 14 de novembro de 1930 - Blandford Forum, Dorset, 18 de abril de 1993) foi uma escultora e pintora inglesa. 

## Biografia
Lis estudou na Guildford School of Art (1946–1949), sendo aluna de Willi Soukop, e na Chelsea School of Art (1949–1953). Fez parte de um grupo de escultores britânicos estabelecido ao concluir a segunda guerra mundial, conhecidos como a "Geometry of Fear School", ao qual pertenciam Reg Butler, Bernard Meadows, Kenneth Armitage e Eduardo Paolozzi. Os temas de Frink incluíam homens, aves, cães, cavalos e motivos religiosos, mas eram raras as figuras femininas. Ave (1952; Londres, Tate), de uma série de esculturas de aves, e a primeira de uma série de obras de grande êxito [veja-se "Three Heads and the Figurative Tradition" mas adiante] em posição de alerta, pose ameaçadora, caracteriza o estilo das suas primeiras obras. Embora tenha produzido numerosos desenhos e impressões, é especialmente conhecida através das suas esculturas em bronze para exteriores, as quais são facilmente distinguíveis pelas formas características e textura da superfície. Conseguiu tal agregando gesso a um molde, o qual posteriormente trabalhava com um formão. Este procedimento contradiz a essência mesma do "modelado" estabelecido na tradição e definido pela manipulação que faz Rodin da argila. 
Algumas das suas esculturas foram usadas no filme de ficção científica The Damned, que foi filmado no início da década de 1960 e na qual atuou Oliver Reed .

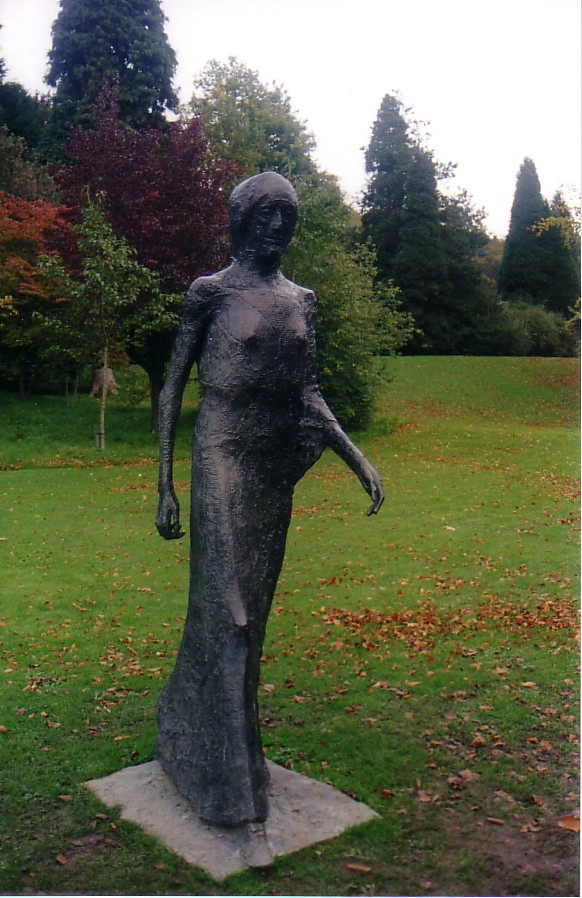
Walking Madonna de Elisabeth Frink na Chatsworth House, Derbyshire.

Warhorse e Walking Madonna estão em exibição no jardim da Chatsworth House. Outros trabalhos estão no Jerwood Sculpture Park em Ragley Hall. De modo único em Inglaterra, Desert Quartet (1990), a penúltima escultura de Frink, foi classificada com o "Grade II* listing" em 2007, menos de 30 anos depois da sua criação pelo Departamento de Cultura, Media e Desporto. Pode ser vista frente aos  Liverpool Gardens em Worthing.

## Bibliografía
- Stephen Gardiner, ELISABETH FRINK: The Official Biography. Harper Collins Publishers. ISBN 0-00-255606-5.

- ELISABETH FRINK: CATALOGUE RAISONNÉ. Sculpture to 1984. Foreword by Peter Shaffer. Introduction and Dialogue by Bryan Robertson. Published by Harpvale Books. ISBN 0-946425-05-1.

- Edward Lucie-Smith. ELISABETH FRINK: CATALOGUE RAISONNÉ. Sculpture since 1984 & Drawings. Published by Art Books International. ISBN 1-874044-04-X.

- Caroline Wiseman. ELISABETH FRINK: original prints catalogue raisonné. Published by Art Books International. ISBN 1-874044-25-2.

- ART IS WHY I GET UP IN THE MORNING: Unseen and Rare Pieces by Elisabeth and work by four contemporary British artists who continue today in the figurative expressionist tradition. Published by Mumford Fine Art.